# Pouel Kern
Pouel Kern, född 9 juni 1908, död 17 februari 1993, var en dansk skådespelare.

## Rollista i urval
- 1934 – Nøddebo Præstegård
- 1935 – Det gyldne smil
- 1940 – Sørensen og Rasmussen
- 1949 – Kampen mot orätten
- 1964 – Tine
- 1966 – Dårfinkarnas paradis
- 1977 – Olsen-banden deruda'
- 1977–1980 – En by i provinsen (TV-serie)
- 1984 – Midt om natten
- 1987 – Babettes gästabud